# Haliastur
Haliastur – rodzaj ptaków z podrodziny jastrzębi (Accipitrinae) w rodzinie  jastrzębiowatych (Accipitridae).

## Zasięg występowania
Rodzaj obejmuje gatunki występujące w Azji i Australazji.

## Morfologia
Długość ciała 44–59 cm, rozpiętość skrzydeł 110–146 cm; masa ciała 380–1100 g; samice są większe i cięższe od samców.

## Systematyka

### Etymologia
- Milvulus: rodzaj Milvus Lacépède, 1799 (kania); łac. przyrostek zdrabniający -ulus[11]. Gatunek typowy: Milvus rotundicauda Hodgson, 1836 (= Falco indus Boddaert, 1783); młodszy homonim Milvulus Swainson, 1827 (Tyrannidae).
- Haliastur: gr. ἁλι- hali- „morski”, od ἁλς hals, ἁλος halos „morze”; łac. astur, asturis „jastrząb”, gr. αστεριας asterias „jastrząb”, od αστηρ astēr, αστερος asteros „gwiazda”[11].
- Dentiger: łac. dens, dentis „ząb”; -ger „noszenie”, od gerere „nosić”[11]. Gatunek typowy: Falco pondicerianus J.F. Gmelin, 1789 (= Falco indus Boddaert, 1783)
- Ictinoaetus: rodzaj Ictinia Vieillot, 1816; gr. αετος aetos „orzeł”[11]. Gatunek typowy: Milvus sphenurus Vieillot, 1818.
- Milvaquila: zbitka wyrazowa nazw rodzajów: Milvus Lacépède, 1799 (kania) oraz Aquila Brisson 1760 (orzeł)[11]. Gatunek typowy: Falco indus Boddaert, 1783.
- Halinertus: gr. ἁλι- hali- „morski”, od ἁλς hals, ἁλος halos „morze”; νερτος nertos „rodzaj jastrzębia”[11]. Nowa nazwa dla Haliastur Selby, 1840 ze względu na puryzm.
- Ictiniastur: gr. ικτιν iktin lub ικτινος iktinos „kania”; rodzaj Astur Lacépède, 1801 (jastrząb)[11]. Gatunek typowy: Milvus sphenurus Vieillot, 1818.

### Podział systematyczny
Do rodzaju należą następujące gatunki:
- Haliastur sphenurus (Vieillot, 1818) – kania złotawa
- Haliastur indus Boddaert, 1783 – kania bramińska